# Jasper Troy
Antione Frazier (Huffman, nascido em 1999) é um lutador profissional americano. Ele trabalha atualmente para a WWE, onde se apresenta na marca NXT sob o nome de ringue Jasper Troy. Ele ganhou destaque após vencer a temporada inaugural do WWE LFG em 2025.

## Início de vida
Frazier nasceu em Huffman, Texas, e frequentou a Hargrave High School, onde recebeu honras distritais da Classe 10-2A em 2015. Ele foi classificado como um prospecto de três estrelas pela ESPN e pelo site 247Sports.com, e despertou o interesse de recrutamento de vários programas universitários, incluindo Iowa, Houston e Texas A&M.
Frazier começou sua carreira no futebol universitário na Universidade do Kansas. Em 2016, ele atuou na linha ofensiva e nos times especiais em todos os 12 jogos da temporada. No ano seguinte, jogou em 11 partidas, sendo titular em três delas como right tackle (tackle direito) contra Southeast Missouri State, Central Michigan e Ohio. Em 2018, participou novamente de todos os 12 jogos, contribuindo tanto na linha ofensiva quanto nos times especiais.
Após sua passagem pela Universidade do Kansas, Frazier se transferiu para a Universidade do Norte de Iowa (University of Northern Iowa). Durante a temporada da primavera de 2021, ele foi titular em todos os sete jogos, atuando principalmente como right tackle, e também começou como left tackle contra Missouri State e Illinois State. Na temporada do outono de 2021, ele jogou em nove partidas, sendo titular em oito delas na linha ofensiva.

## Carreira na luta livre profissional

### WWE (2023–presente)
Frazier assinou contrato com a WWE em agosto de 2022 e iniciou seu treinamento no WWE Performance Center. Ele fez sua estreia nos ringues usando seu nome real em um evento ao vivo do NXT em 13 de maio de 2023. Sua estreia na televisão sob o nome de ringue Jasper Troy ocorreu no episódio de 17 de maio de 2024 do NXT Level Up, onde enfrentou Tavion Heights.
Em 2025, Troy participou da temporada inaugural do LFG (Legends & Future Greats), uma competição voltada para descobrir novos talentos da luta livre. Ele foi orientado pelo membro do Hall da Fama da WWE Booker T. Troy saiu vencedor, derrotando Shiloh Hill na final. Após sua vitória, Troy causou grande impacto no episódio de 20 de maio de 2025 do NXT, ao atacar o campeão do NXT, Oba Femi, durante um segmento no ringue. Troy fez sua estreia oficial no ringue do NXT na semana seguinte, no episódio de 27 de maio, onde derrotou Dante Chen antes de ser confrontado por Femi em resposta ao ataque da semana anterior. No episódio de 10 de junho do NXT, Troy falhou em conquistar o Campeonato do NXT em sua luta contra Oba Femi.

## Títulos e prêmios
- WWE
  - LFG I Masculino[10]